# Risoluzione 361 del Consiglio di sicurezza delle Nazioni Unite

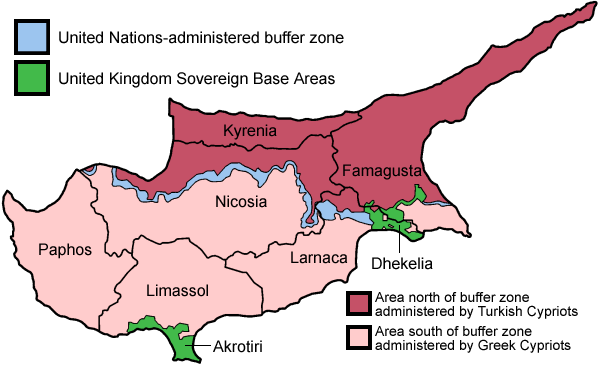
Mappa dei distretti di Cipro, denominati in inglese, con annotazioni in inglese e che mostra la Repubblica Turca di Cipro del Nord, le aree di sovranità del Regno Unito e la zona cuscinetto delle Nazioni Unite.

La risoluzione 361 del Consiglio di sicurezza delle Nazioni Unite, adottata all'unanimità il 30 agosto 1974, dopo aver ricordato le precedenti risoluzioni e aver preso atto delle terribili condizioni umanitarie a Cipro, nonché delle azioni dell'Alto Commissario delle Nazioni Unite per i rifugiati, ha espresso l'apprezzamento del Consiglio al Segretario generale Kurt Waldheim per il ruolo svolto nel portare avanti i colloqui tra i leader delle due comunità e ha accolto calorosamente questo sviluppo.
Il Consiglio ha espresso la sua profonda preoccupazione per la difficile situazione dei profughi e ha invitato tutte le parti a fare tutto ciò che è in loro potere per alleviare le sofferenze umane e garantire il rispetto dei diritti umani fondamentali. La risoluzione prosegue chiedendo al Segretario generale di presentare un rapporto sulla situazione e di continuare a fornire assistenza umanitaria di emergenza dell'ONU a tutte le popolazioni dell'isola. La risoluzione si chiude chiedendo a tutte le parti, come dimostrazione di buona fede, di adottare misure che possano promuovere negoziati completi e di successo e ha reiterato un invito a tutte le parti a cooperare pienamente con la Forza di pace delle Nazioni Unite a Cipro.